# Mistrzostwa Europy w Lekkoatletyce 1954 – bieg na 1500 m mężczyzn

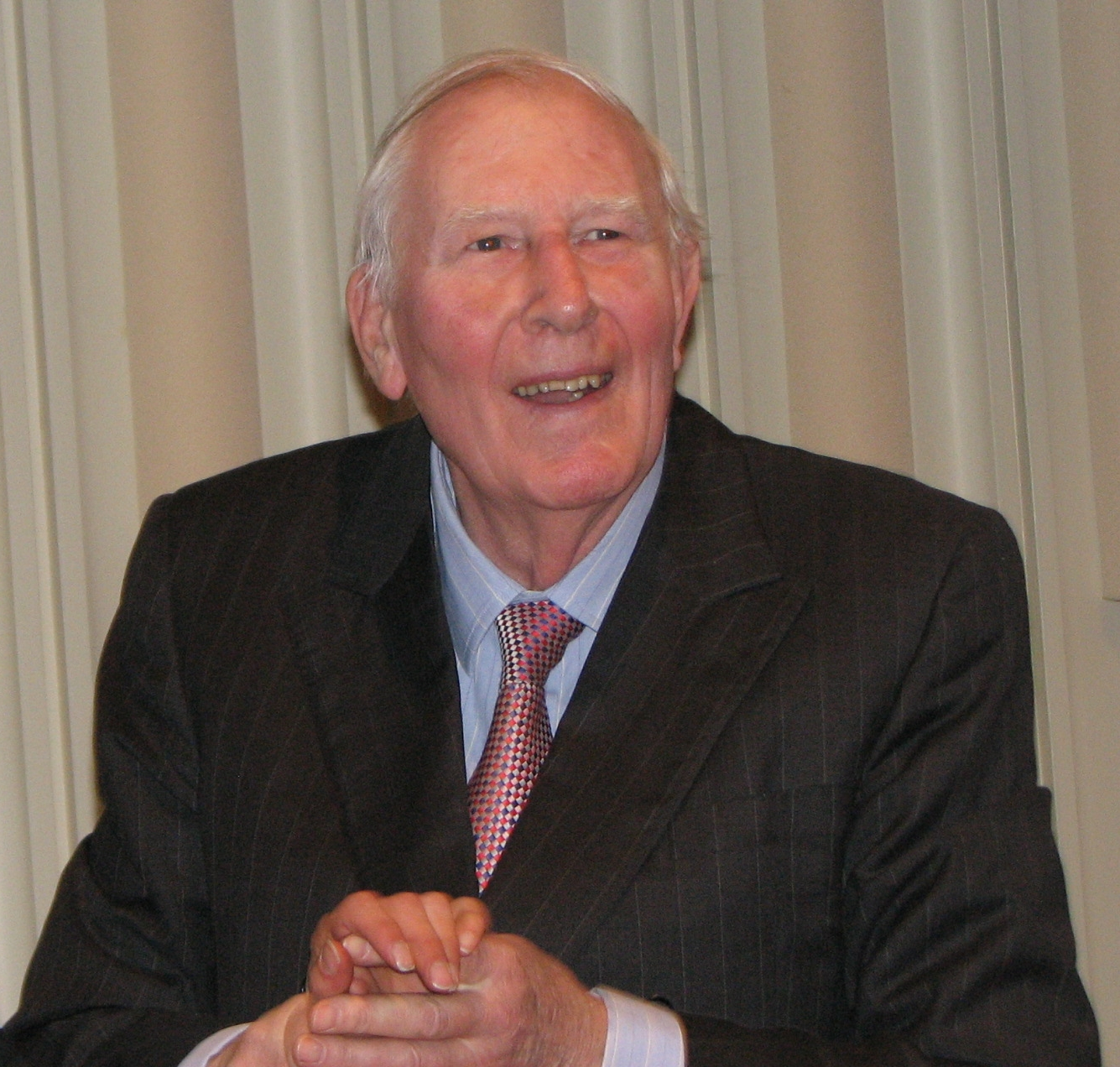
Roger Bannister w 2009

Bieg na dystansie 1500 metrów mężczyzn był jedną z konkurencji rozgrywanych podczas V Mistrzostw Europy w Bernie. Biegi eliminacyjne zostały rozegrane 26 sierpnia, a bieg finałowy 29 sierpnia 1954 roku. Zwycięzcą tej konkurencji został Brytyjczyk Roger Bannister. W rywalizacji wzięło udział dwudziestu dziewięciu zawodników z siedemnastu reprezentacji.

## Rekordy
| Rekord świata     | John Landy (AUS)    | 3:41,8 | Turku, Finlandia | 21.06.1954 |
| Rekord Europy     | Sándor Iharos (HUN) | 3:42,4 | Oslo, Norwegia   | 03.08.1954 |
| Rekord mistrzostw | Wim Slijkhuis (NED) | 3:47,2 | Bruksela, Belgia | 27.08.1950 |

## Wyniki

### Eliminacje
Bieg 1
| Miejsce | Zawodnik            | Czas   | Uwagi |
| ------- | ------------------- | ------ | ----- |
| 1       | Günter Dohrow       | 3:51,0 | Q     |
| 2       | Stanislav Jungwirth | 3:51,2 | Q     |
| 3       | Roger Bannister     | 3:51,8 | Q     |
| 4       | Alfred Langenus     | 3:51,8 | Q     |
| 5       | Andrej Vipotnik     | 3:52,2 |       |
| 6       | Edmund Potrzebowski | 3:52,2 |       |
| 7       | Władimir Bagriejew  | 3:53,0 |       |
| 8       | August Sutter       | 3:54,4 |       |
| 9       | Ekrem Koçak         | 3:57,4 |       |
| 10      | Richard Badet       | 3:57,8 |       |

Bieg 2
| Miejsce | Zawodnik           | Czas   | Uwagi |
| ------- | ------------------ | ------ | ----- |
| 1       | Veliša Mugoša      | 3:51,0 | Q     |
| 2       | Sándor Iharos      | 3:51,2 | Q     |
| 3       | Ingvar Ericsson    | 3:51,4 | Q     |
| 4       | Jorma Kakko        | 3:51,4 | Q     |
| 5       | Roger Müller       | 3:52,0 |       |
| 6       | Gaston Reiff       | 3:57,0 |       |
| 7       | Ewangelos Depastas | 3:58,2 |       |
| 8       | Heinz Thoet        | 4:01,0 |       |
| 9       | Manuel Macías      | 4:10,6 |       |

Bieg 3
| Miejsce | Zawodnik                 | Czas   | Uwagi |
| ------- | ------------------------ | ------ | ----- |
| 1       | Werner Lueg              | 3:53,2 | Q CR  |
| 2       | Ian Boyd                 | 3:53,2 | Q     |
| 3       | Gunnar Nielsen           | 3:53,6 | Q     |
| 4       | Denis Johansson          | 3:53,8 | Q     |
| 5       | Antoine Vincendon        | 3:54,6 |       |
| 6       | István Rózsavölgyi       | 3:54,6 |       |
| 7       | Alexander Zvolenský      | 3:55,2 |       |
| 8       | Kazimierz Żbikowski      | 3:56,6 |       |
| 9       | Dimitrios Konstantinidis | 3:57,6 |       |
| 10      | Turhan Göker             | 4:01,2 |       |

### Finał
| Miejsce | Zawodnik            | Czas   | Uwagi |
| ------- | ------------------- | ------ | ----- |
| 1       | Roger Bannister     | 3:43,8 | CR    |
| 2       | Gunnar Nielsen      | 3:44,4 | NR    |
| 3       | Stanislav Jungwirth | 3:45,4 |       |
| 4       | Ingvar Ericsson     | 3:46,2 |       |
| 5       | Werner Lueg         | 3:46,4 |       |
| 6       | Sándor Iharos       | 3:47,0 |       |
| 7       | Denis Johansson     | 3:47,4 |       |
| 8       | Günter Dohrow       | 3:48,2 |       |
| 9       | Ian Boyd            | 3:49,2 |       |
| 10      | Jorma Kakko         | 3:51,8 |       |
| –       | Veliša Mugoša       | DNF    |       |
| –       | Alfred Langenus     | DNS    |       |